# Bataille de San Pasqual
Guerre américano-mexicaine
Batailles
Opérations le long du Río Grande
- Fort Texas
- Palo Alto
- Resaca de la Palma

La révolte de Taos
- Cañada
- Mora
- Embudo Pass
- Pueblo de Taos

Conquête de la Californie
m
- Révolte du drapeau à l'ours
- Sonoma
- Olómpali
- Monterey
- Yerba Buena
- San Diego
- Santa Barbara
- Los Angeles
- Chino
- Rancho Domínguez
- Natividad
- San Pasqual
- Santa Clara
- Río San Gabriel
- La Mesa
- Traité de Cahuenga

Campagne du Nord de Taylor
- Monterrey
- Buena Vista

Campagne de Scott
- Veracruz
- Cerro Gordo
- Contreras
- Churubusco
- Molino del Rey
- Chapultepec
- Mexico

Siège de Puebla
- Siège de Puebla
- Bataille de Huamantla

Campagne de la côte Pacifique
- Guaymas
- Mulege
- Punta Sombrero
- Mazatlán
- La Paz
- Palos Prietos et Urias
- San José del Cabo
- Siège de La Paz
- Affaire à Guaymas
- San Blas
- Manzanillo
- San José del Cabo
- Cochorio
- Bocachicacampo
- Todos Santos

La bataille de San Pasqual, ou San Pascual, est un affrontement militaire qui a lieu pendant la guerre américano-mexicaine dans ce qui est aujourd'hui la vallée de San Pasqual, dans le comté de San Diego, en Californie. La série d'escarmouches militaires est revendiquée comme victoire des deux camps, et l'identité du vainqueur fait toujours l'objet de débats. Les 6 et 7 décembre 1846, l'armée américaine de l'Ouest du général Stephen W. Kearny, accompagnée d'un petit détachement du bataillon californien dirigé par Archibald H. Gillespie, affronte un petit contingent de Californios et leurs lanciers présidiaux Los Galgos (les lévriers), commandés par le major Andrés Pico. Après l'arrivée des renforts américains, les troupes de Kearny peuvent atteindre San Diego.

## Contexte
À la suite d'un affrontement entre les forces américaines et mexicaines près du Rio Grande, le colonel Stephen Watts Kearny est promu général de brigade et chargé de multiples objectifs, dont la conquête du Nouveau-Mexique et de la Californie, l'instauration d'un gouvernement civil dans les territoires conquis, la perturbation du commerce et « agir de manière à concilier au mieux les habitants et à les rendre amicaux envers les États-Unis ». La force initiale de Kearny est composée de 300 soldats de l'armée régulière, de 1 000 volontaires du Missouri et du bataillon mormon. Depuis Fort Leavenworth, via Fort Bent, Kearny obtient la capitulation du Nouveau-Mexique sans conflit violent. À Santa Fe, Kearny établit Fort Marcy, du nom du secrétaire à la Guerre William L. Marcy, qui avait ordonné à ses troupes de se diriger vers l'ouest.
En route depuis le Nouveau-Mexique, la force de Kearny interagit avec les tribus Apache et Maricopa, et capture une estafette mexicaine avec des nouvelles des activités américaines en Californie et indiquant que les Californios avaient capitulé. Les forces sous le commandement du Commodore Sloat avaient pris le contrôle d'une partie importante de la Haute-Californie. Kearny a reçu l'ordre de prendre le commandement des forces américaines en Californie avec les siennes, mais il renvoie la plupart de ses forces après avoir rencontré Kit Carson près de Socorro le 6 octobre et avoir entendu parler de la prise de la Californie par le Commodore Robert F. Stockton.   Kearny dispose alors d'une force de 300 hommes, mais il apprend l'escalade des problèmes avec les Navajos et il est convaincu qu'une force plus petite pourrait se déplacer plus rapidement. Il ordonne donc à 200 de ses hommes de retourner à Santa Fe et n'en garde qu'une centaine des compagnies C et K, 1er Dragoons:137 .La force de Kearny, guidée par Carson, atteint Warner's Ranch en Californie le 2 décembre, épuisée par le voyage et dans un état très affaibli:187. Ils venaient alors de terminer une marche de près de 3200 km (2 000 milles ), la plus longue marche de l'histoire de l'armée américaine. Les hommes montent des mules et des chevaux à moitié dressés appartenant au capitaine californien Jose Maria Flores, qu'ils rassemblent autour de Warner Ranch.

## Au Cinéma
La bataille de San Pasqual est mise en scène dans le film California de W. S. Van Dyke sorti en 1927.

## Sources
1. ↑  John Wilson, « The Shooting of James King » [archive du 22 juillet 2011], sur Stanford University School of Medicine and the Predecessor Schools : An Historical Perspective, Stanford University (consulté le 20 mars 2011) : « Although the Californians retreated and the Americans remained in possession of the battlefield, their victory was a pyrrhic one for their attack was ill-conceived and many American lives were recklessly and needlessly sacrificed. »
2. ↑  John C. Pinheiro, Manifest Ambition: James K. Polk and Civil-military Relations During the Mexican War, Greenwood Publishing Group, 2007 (ISBN 978-0-275-98409-0, lire en ligne), p. 120 :« ... at best must be described as a Pyrrhic victory ... »
3. ↑  Dwight Lancelot Clarke, Stephen Watts Kearny: Soldier of the West, University of Oklahoma Press, 1961 (lire en ligne), 232 :« ... it was certainly a Pyrrhic victory. »
4. ↑  LTC Cory S. Hollon, Operational Art in the Campaign of Stephen Watts Kearny to Conquer New Mexico and California, 1846-7 (thèse), U.S. Army Command and General Staff College, 29 avril 2013 (lire en ligne [archive du 17 mars 2017])
5. 1 2 3  Eric Niderost, « Mexican-American Clash at San Pasqual », Military History, McLean, Virginia, Sovereign Media,‎ 26 mai 2016 (lire en ligne [archive du 16 mars 2017], consulté le 15 mars 2017) :« The lancers left the field, enabling the Americans to technically claim a victory, albeit a mostly Pyrrhic one. Three officers and 21 men were dead, and another 17 were wounded. »
6. ↑  « The Charge », San Pasqual Battlefield Site Location Project (consulté le 20 juillet 2014)
7. 1 2 3  Lt. Col. Cory S. Hollon, « 'A Leap in the Dark' The Campaign to Conquer New Mexico and California, 1846–1847 », Army History, Washington, D.C., vol. PB 20-15-1, no 94,‎ hiver 2015, p. 6–25 (lire en ligne [archive du 23 juin 2015], consulté le 28 juin 2018)
8. ↑  Coy 1921, p. 4  Cet article reprend du texte de cette source, qui est dans le domaine public..
9. 1 2  Bauer, K.J., 1974, The Mexican War, 1846–1848, New York:Macmillan,  (ISBN 0803261071)
10. ↑  « Your Affectionate Son, Robinson: American Expansionism and the Life of Captain Abraham Robinson Johnston, 1815–1846 », The Journal of San Diego History, vol. 62,‎ 1848

- (en) Cet article est partiellement ou en totalité issu de l’article de Wikipédia en anglais intitulé « Battle of San Pasqual » (voir la liste des auteurs).

- (es) Cet article est partiellement ou en totalité issu de l’article de Wikipédia en espagnol intitulé « Batalla de San Pascual » (voir la liste des auteurs).